# Voyant Tools
Voyant Tools je open source webová aplikace pro textovou analýzu a vizualizaci. Byla vyvinuta v roce 2003 malou skupinou vědců vedených Stéfanem Sinclairem Archivováno 23. 1. 2018 na Wayback Machine. a Geoffreym Rockwellem. Aplikace je navržena pro celou škálu různých uživatelů, od studentů, po vědce až k novinářům. V současnosti je dostupná verze 2.0 – oproti původní verzi nabízí zlepšený výkon a pokročilejší vyhledávání, celkem je zde dostupných 21 různých nástrojů pro analýzu textu a jeho vizualizaci. 
Aplikace je velice populární, jen v říjnu 2016 bylo na hlavní serveru zaznamenáno 81,686 načtení stránky z 156 zemí. Nástroj byl přeložen do 9 různých jazyků 

## Funkce
- Nahrávání dokumentů v různých formátech, například HTML, PDF, MS Word, …
- Analýza četnosti výskytu slov
- Podpora velice rozsáhlých textů
- Možnost přidávání záložek a sdílení výsledků
- Přístup na hostovanou verzi nebo samostatná verze ke stažení

## Příklad
Jako příklad použití nástrojů Voyant Tools může být analýza knihy Time Machine britského spisovatele H. G. Wellse, provedená Kristýnou Kalmárovou. Na knihu byl použit nástroj Cirrus, který zobrazí nejčastější slova v tzv. wordcloud (překlad mrak slov). To ukázalo, že nejčastější slova opravdu poukazují na téma knihy, jsou to slova "time" (195 zmínek) a "machine" (83 zmínek). Tento nástroj dokáže také ignorovat nějaká častá, avšak ne příliš významná slova dle nastavení (jako například předložky či spojky). 
Další nástroj je znázornění vztahů mezi pojmy na grafu:
"V tomto případě byly do nástroje zadány názvy dvou ras, které nový svět obývají, Eloinů a Morloků... V grafu vidíme, že v první polovině knihy, kdy autor teprve začíná poznávat svět Eloinů, není o Morlocích jediná zmínka, zatímco v druhé části převážil cestovatelův zájem o Morloky na úkol Eloinů" 